# Термометрія
Термоме́трія (від termos — температура і metros — вимірювання) — розділ прикладної фізики, присвячений розробці методів і засобів вимірювання температури.  Термометрія є також розділом метрології, в її завдання входить забезпечення єдності і точності вимірювань температури: встановлення температурних шкал, створення еталонів, розробка методик калібрування,  градуювання, повірки приладів для вимірювання температури.

## Історична довідка
Термометрія у своєму розвитку пройшла довгий і складний шлях до досягнення єдності температурних вимірювань.  З давнини відомий  засіб якісної оцінки температури за допомогою дотикальних відчуттів. Звідси з’явились поняття гарячий, теплий та холодний. На основі чуттєвого сприйняття природних явищ прийшли до понять зимова холоднеча, літня спека, вечірня прохолода, червоне та біле розжарювання, жар у відношенні до температури тіла при захворюванні.
У середніх віках неодноразово був описаний дослід,  в якому пропонувалось потримати одну руку в гарячій воді, а другу – в холодній, після чого обидві руки занурювали у змішану воду.  В результаті одна рука відчувала змішану воду як холодну, а друга – як теплу.  Незважаючи на велику чутливість організму (до  {\displaystyle 0,1K}) до зміни температури тіла, кількісне вимірювання температури за допомогою наших почуттів неможливо, навіть у дуже вузькому діапазоні.
Потреба у вимірюванні температури з пізнавальною і прикладною метою виникла в серединні XVI століття. Для таких вимірювань необхідно було скористатися залежністю будь-якого параметра від температури, яка відома з спостережень. Властивість повітря розширюватись при нагріванні, була відома ще Герону Олександрійському  (Іст.). Цим він пояснював те, що вогонь піднімається вгору. У 1597 р. Галілей запропонував для температурних досліджень термоскоп, який складався з заповненого повітрям скляного балончика, з'єднаного тонкою трубкою з посудиною, заповненою зафарбованою рідиною. Зміна температури балончика викликала зміну рівня зафарбованої рідини. Суттєвим недоліком таких термометрів була залежність їх показань від атмосферного тиску. Конструкцію термометра, подібну сучасної рідинно-скляної, пов'язують з ім'ям учня Галілея герцога тосканського  Фердинанта II. Термометр являв собою заповнену спиртом герметично запаяну посудину з вертикальним вказівним капіляром. Поділки градусів були нанесені емальовими крапельками безпосередньо на трубку капіляра. 
Метрологічна основа термометрії була закладена падуанським лікарем Санкторіо. Використовуючи термоскоп Галілея він ввів дві абсолютні точки, які відповідали температурі при снігопаді і температурі у найбільш спекотний день, і регламентував систему перевірки, за якою всі флорентійські термометри градуювались за зразковим санкторіансько-галілеївським приладом. На початку XVIII ст. було висунуто ряд пропозицій щодо прив'язки термометричної шкали до кількох легко і надійно відтворюваних точок, що надалі одержали назву реперних. 
Значна роль у становленні температурних вимірювань належить Фаренгейтові. Він вперше застосував ртуть як термометричне тіло і створив відтворювану температурну шкалу. У шкалі Фаренгейта за нуль прийнята температура суміші снігу з нашатирем, друга точка відповідала температурі тіла здорової людини. Температура танення льоду в остаточному варіанті шкали дорівнювала 32 градусам,  температура тіла людини – 96 градусам, а температура кипіння води, що спочатку була похідною величиною, дорівнювала 212 градусів. Фаренгейтові, який був також успішним підприємцем, вдалося вперше налагодити серійне виробництво уніфікованих термометрів. Шкалу Фаренгейта у технічних та побутових вимірюваннях використовують і досі у Сполучених Штатах Америки.
У 1742р. шведський математик і геодезист Цельсій запропонував розбити в ртутному термометрі діапазон між точками танення льоду і кипіння води на 100 однакових частин.  В первинному варіанті шкали за 0 була прийнята точка кипіння води, а за 100 градусів ─ точка танення льоду. У 1750 р. ця шкала була «обернена» одним із учнів Цельсія Стреммером. До початку XX ст. була також поширена шкала Реомюра, запропонована в 1730р. французьким зоологом і фізиком Реомюром. Термометр Реомюра використовував як термометричне тіло 80% розчин етилового спирту. Один градус шкали Реомюра, як і флорентійський термометр відповідав зміні  об'єму рідини на одну тисячну частку. За початок відліку була прийнята точка танення льоду, а температура кипіння води дорівнювала 80 градусам.
У 1848р. Томсон (Кельвін) запропонував абсолютну термодинамічну шкалу, яка на відміну від емпіричних шкал не залежить від властивостей термометричного тіла. .  Докладніше: Термодинамічна температура.

## Фізичні основи вимірювання температури.
Як згадано вище, безпосередньо температуру виміряти неможливо. Про її зміну судять по зміні інших фізичних властивостей тіл (об'єму, тиску, електричного опору, ЕРС, інтенсивності випромінювання тощо), пов'язаних з температурою певними закономірностями.  Тому методи вимірювання температури є по суті методами вимірювання зазначених вище термометричних властивостей. При розробці конкретного методу або приладу необхідно вибрати термометричне тіло, у якого відповідна властивість добре відтворюється і досить суттєво змінюється з температурою. Термометрична властивість тіла — це така її властивість, залежність якої від температури має монотонний характер і не має відчутного гістерезису, що дає можливість використовувати її (властивість) для вимірювання температури.
Для вимірювання температури  необхідно мати одиницю вимірювання і шкалу, за якою відраховується  її значення від вибраного рівня. Принцип побудови емпіричної температурної шкали полягає у виборі двох основних легко відтворних реперних точок, яким приписують довільні значення температури {\displaystyle t_{1}} i {\displaystyle t_{2}}.  Температурний діапазон між цими значеннями ділять на рівне число  частин  {\displaystyle N}  і частину {\displaystyle 1/N}  беруть за одиницю вимірювання температури.  Далі вибирають фізичну властивість (термометричну величину) {\displaystyle E}, (об'єм рідини, тиск газу, електричний опір, термо – ЕРС), яку умовно вважають лінійно залежною від температури. Звідси витікає рівняння
{\displaystyle dt=kdE}
де {\displaystyle k}   ─  коефіцієнт пропорційності.  У інтегральному вигляді маємо
{\displaystyle t=kE+C}
Для визначення сталих {\displaystyle k} і {\displaystyle C}  використовують вищевказані температури  {\displaystyle t_{1}} i {\displaystyle t_{2}} для яких експериментально знаходять відповідні значення  {\displaystyle E_{1}} i {\displaystyle E_{2}}. Після перетворення інтегральне рівняння набуває вигляду
{\displaystyle t=t_{1}+{\frac {t_{2}-t_{1}}{E_{2}-E_{1}}}(E-E_{1}).}
Останній вираз має назву «рівняння шкали». За його допомогою за виміряним значенням {\displaystyle E} знаходять значення температури {\displaystyle t}..
До 1954 р. температурна шкала будувалася з двох реперних точок ─ нормальної точки кипіння води {\displaystyle t_{2}} і нормальної точки танення льоду {\displaystyle t_{1}}.  Експериментальні дослідження показали, що потрійна точка води має кращу відтворюваність, ніж точки танення льоду і кипіння води. У зв'язку з цим була прийнята міжнародна угода будувати температурну шкалу за однією реперною точкою ─ потрійною точкою води. У так званій абсолютній термодинамічній шкалі температур (шкалі Кельвіна) приймається, за визначенням, що температура цієї точки дорівнює точно {\displaystyle 273,16K}. Чисельне значення температури потрійної точки води вибрано таким чином, щоб проміжок між нормальними точками танення льоду і кипіння води максимально точно дорівнював {\displaystyle 100K,} якщо використовувати газовий термометр з ідеальним газом. 
Дослідження показують, що у природі не існує речовин, фізичні властивості яких строго лінійно пов'язані з температурою.   Коефіціент {\displaystyle k} сам є функцією температури. Шкали температур, побудовані на різних термометричних  властивостях, збігаючись в основних точках {\displaystyle t_{1}} i {\displaystyle t_{2}} дають розбіжні значення температур як у середині діапазону, так і поза ним. Крім вказаної розбіжності до недоліків емпіричних температурних шкал відноситься також відсутність їх безперервності, яка пов'язана з нездатністю термометричних тіл працювати у всьому діапазоні можливих температур.

## Термометри
Термометр ( від грец. Thérme ─ тепло і metréo ─ вимірюю) ─ прилад для вимірювання температури. 
В залежності від методики вимірювань термометри поділяються на дві основні групи:
1. Контактні термометри, чутливі елементи (датчики) яких вступають у безпосередній тепловий контакт з об'єктом вимірювання;
2. Неконтактні термометри, що вимірюють дистанційно інтенсивність інтегрального теплового або оптичного випромінювання об'єкту. 
3.Особливу групу складають спеціальні термометри, що використовують для вимірювання наднизьких температур.
Контактні прилади і методи за принципом дії розділяються на:
а) Термометри контактні волюметричні, в яких вимірюється зміна об'єму (volume) рідини або газу зі зміною температури.
б) Термометри дилатометричні, в яких про температуру судять за лінійним розширенням різних матеріалів за зміни температури. У ряді випадків датчиком служить  біметалічна пластинка, виготовлена з двох металів з різними температурними коефіцієнтами розширення, яка  згинається за нагрівання або охолодження
в) Термометри термоелектричні, датчики яких є термопари, які являють собою два різнорідних, спаяних по кінцях провідника. За наявності різниці температур спаїв в термопарі виникає термо-ЕРС . Температура вимірюється за величиною термо-ЕРС або за величиною струму в ланцюзі термопари.
г) Термометри опору ─ термометри, принципом дії яких є вимірювання зміни опору провідника або напівпровідникового приладу (термістора) зі зміною температури.
До неконтактних методів і приладів належать:
а) Радіометрія (радіометри) ─ вимірювання температури за власним тепловим випромінюванням тіл. Для невисоких і кімнатних температур це випромінювання в інфрачервоному діапазоні довжин хвиль.
б) Теплобачення (тепловізори) ─ радіометричне вимірювання температури з просторовою роздільною здатністю і з перетворенням температурного поля в телевізійне зображення іноді з кольоровим контрастом. Дозволяє вимірювати градієнти температури, температуру середовища в замкнутих обсягах, наприклад, температуру рідин в резервуарах і трубах.
в) Пірометрія (пірометри)  ─ вимірювання високих температур самосвітних об'єктів: полум'я, плазми, астрофізичних об'єктів. Використовується принцип порівняння або яскравості об'єкту із стандартом яскравості (яскравісний пірометр і яскравісна температура), або кольору об'єкту з кольором стандарту (колірний пірометр і колірна температура), або теплової енергії, що випромінюється об'єктом, з енергією, яка випускається стандартним випромінювачем (радіаційний пірометр і радіаційна температура).

## Основні рівняння на яких ґрунтована термометрія
1. Рівняння стану ідеального газу Клапейрона.  Це рівняння використовується для побудови ідеально-газової шкали.
{\displaystyle pV={\frac {m}{M}}RT}
2. Рівняння теплового розширення об'єму рідин і газів, що лінійно залежить від температури, є основою волюметричного методу вимірювання температур. 
{\displaystyle V_{t}=V_{0}(1+\alpha _{0}t)}
3. Рівняння теплового лінійного розширення твердих тіл від температури лежить в основі дилатометричного методу вимірювання температур. 
{\displaystyle L_{t}=L_{0}(1+\beta t)}
4.Рівняння лінійної залежності опору провідників від температури є основою термометрів опору.
{\displaystyle R_{t}=R_{0}(1+\gamma t)}

5. Закон Стефана ─ Больцмана, що пов'язує повну енергію теплового  випромінювання з температурою лежить в основі неконтактних методів вимірювання температури.
{\displaystyle F=\sigma T^{4}},
де {\displaystyle F} — інтегральна випромінюванна здатність абсолютно чорного тіла,
{\displaystyle \sigma } ─стала Стефана—Больцмана.

## Вторинні прилади
Вимірювальні прилади, якими визначають чисельні значення термометричних властивостей (манометри, потенціометри, логометри, мости вимірювальні, мілівольтметри і т. д.), називаються вторинними приладами. Точність вимірювання температури залежить від точності вторинних приладів. Термометри технічного застосування зазвичай індивідуально не градуюються і комплектуються відповідними вторинними приладами, шкала яких нанесена безпосередньо в ° С.
У діапазоні кріогенних (нижче 90 К) і наднизьких (нижче 1 К) температур, крім звичайних методів вимірювання температур, застосовуються специфічні — магнітна термометрія (діапазон 0,006-30 К; точність до 0,001 град); методи, засновані на температурній залежності ефекту Мессбауера і анізотропії g-випромінювання (нижче 1 К), термошумовий термометр з перетворювачем на ефекті Джозефсона (нижче 1 К). Особливою складністю термометрії в діапазоні наднизьких температур є забезпечення теплового контакту між термометром і середовищем.
Для забезпечення єдності і точності температурних вимірювань служить Державний еталон одиниці температури — кельвін, що дозволяє в діапазоні 1,5-2800 К відтворювати Міжнародну практичну температурну шкалу (МПТШ) з найвищою досяжною у відповідний час точністю. Шляхом порівняння з еталоном значення температур передаються зразковим приладам, по яким градуюються і перевіряються робочі прилади для вимірювання температури. Зразковими приладами є германієві (1,5—13,8 К) і платинові [13,8-903,9 К (630,7 ° С)] термометри опору, платинородій (90% Pt, 10% Rd) — платинова термопара (630,7-1064,4 °С) і оптичний пірометр —(вище 1064,4 °С).

## Приклади застосування у техніці
Термометричні методи слід використовувати, наприклад, для реєстрації змін температурного поля свердловини, які викликані перетіканнями газу:
— для визначення місця витікання газу в заколонний простір і вторинних газонакопичень в заколонному просторі;
— для оцінки працюючих інтервалів (визначення інтервалів припливу та поглинання газу);
— для визначення місць та інтервалів водоприпливу в стовбур свердловини;
— для визначення герметичності свердловинного обладнання (пакера).